# Carnaval de Monsempron-Libos
Le carnaval de Monsempron-Libos  est une fête de nature carnavalesque qui se déroule à Monsempron-Libos en Lot-et-Garonne, en Nouvelle-Aquitaine. Il est depuis peu inscrit à l'Inventaire du patrimoine culturel immatériel en France.

## Historique
Le carnaval de Monsempron-Libos revêt un double aspect, à la fois historique et moderne. C’est ce que recherchait les membres du système éducatif en décidant, il y a une vingtaine d’années, de relancer un carnaval traditionnel basé sur les rituels de la région. Ainsi on retrouve dans le défilé aussi bien des costumes traditionnels locaux que les costumes contemporains du carnaval. Des bandas et percussions jouent également aux côtés des groupes folkloriques. Les chars sont quant à eux chargés de représenter la région dans leur décoration.
Depuis quelques années, par manque récurrent de soutiens financiers principalement, le carnaval de Monsempron-Libos a tendance à décliner. Ainsi, pour redonner un peu d’attrait aux festivités, des groupes de carnavals plus importants sont invités à participer au défilé. C’est comme cela que les Soufflaculs de Nontron ont paradé à Monsempron-Libos en 2006. Des conférences et ateliers autour du Carnaval sont aussi courants depuis quelques années. La pratique publique du conte occitan s’est également refait une place dans le défilé.

## Déroulement du carnaval
Le matin du carnaval, organisé en principe en mars, les salles de classe de l’école primaire sont mises à disposition des participants pour leur préparation. 
Le défilé, animé par la musique des différents groupes et le passage des chars, notamment celui de Carnaval, débute en début d’après-midi. Il va de Monsempron à Libos. À son arrivée, Carnaval est jugé puis brûlé, ce qui donne l’occasion de danses et chants. Pour clore la journée, un grand banquet est organisé, lors duquel on peut déguster la traditionnelle cuisine grasse du temps de carnaval.